# Amblycotis horvathi
Amblycotis horvathi är en insektsart som först beskrevs av Frederick Arthur Godfrey Muir 1934.  Amblycotis horvathi ingår i släktet Amblycotis och familjen sporrstritar. Inga underarter finns listade i Catalogue of Life.